# 后英式摇滚
後英式搖滾（英語：Post-Britpop）是英式另类摇滚下的一種音樂類型。此類型的音樂在英伦摇滚沒落後崛起，並成為21世紀的主流音樂之一。這些樂團受到了果漿樂團、绿洲乐队和布勒等樂團的啟發，但相較於英倫搖滾，他們的歌詞較少強調英國國內的觀點，反而融入了美式搖滾、独立摇滚和實驗音樂的元素。电台司令和神韻合唱團等樂團在英倫搖滾尚未衰退之前就已獲得了些許成功，但在退潮之後才開始成為英國音樂的主流。隨著時間的演進，愈來愈多樂團參與後英式搖滾的行列，例如崔维斯、立體音響樂隊和飼養員等樂團。其中，酷玩樂團相較於先於他們的後英式搖滾樂團，在國際上獲得了更大的成功，甚至進而成為2000年代初最成功的樂團之一。

## 特性

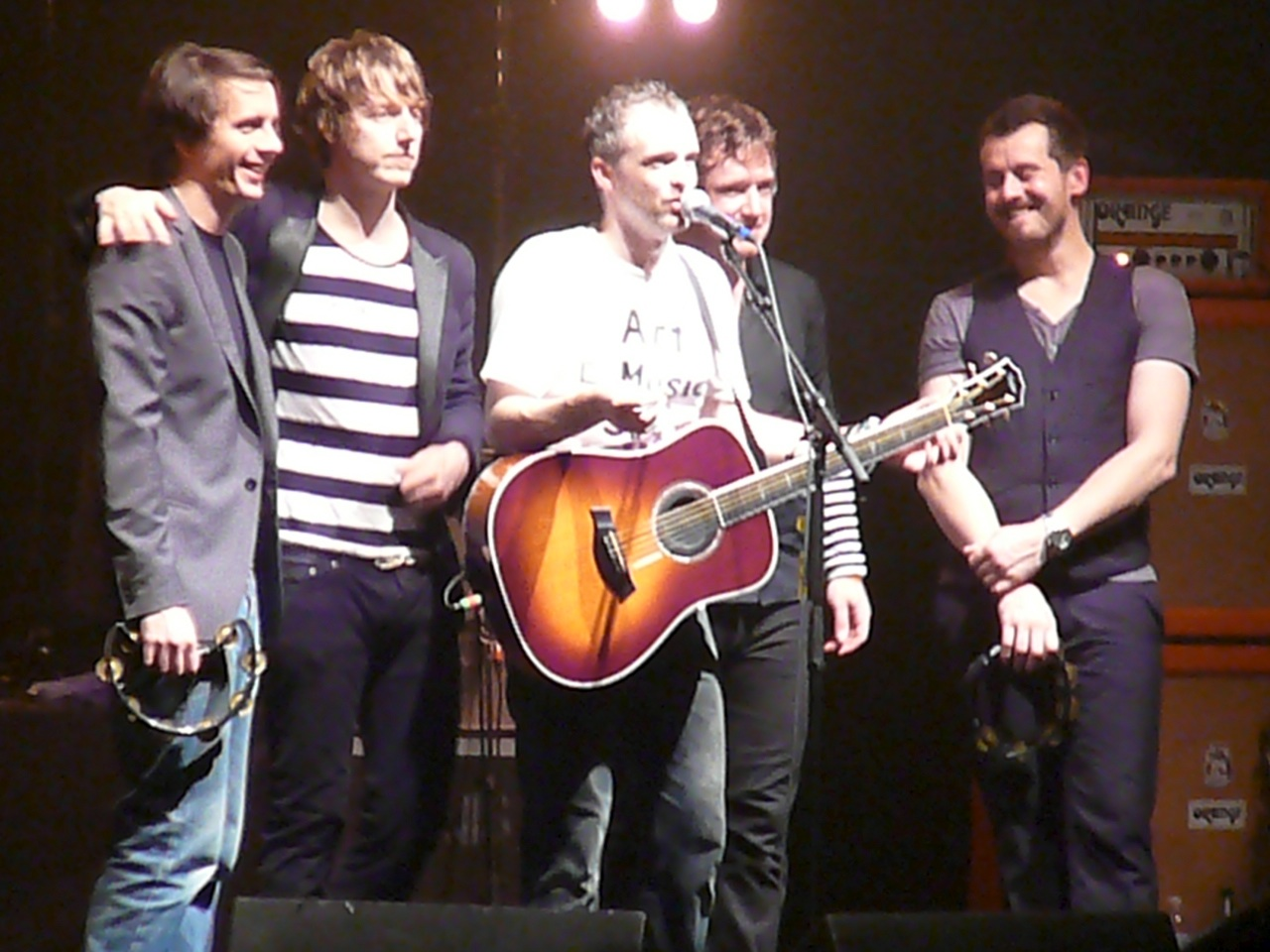
特拉维斯是該音樂類型首個在國際上獲得成功的樂團。本圖為該樂團於2007年在洛杉磯演出的現場。

多數後英式搖滾樂團皆聲明自己並非英倫搖滾的一員，但其中的音樂仍然受到後者的影響。大部分樂團都以吉他來作為主要的演奏樂器，同時融入英國經典搖滾（如披頭四樂隊、滚石乐队、小臉樂隊）、美國流行音樂和1970年代英國搖滾樂的元素。這些於英國各地出道的樂團，相較於英倫搖滾，不再強調英倫群島上的日常生活，反而增加了對生活的反思。同時，他們也渴求獲得美國粉絲和媒體的關注。上述這兩點或許是為何後英式搖滾能在國際舞台上發揚光大的原因。這些樂團們也成功地將搖滾樂團塑造成平凡人或「鄰家男孩」的形象，但他們漸進式的音樂起初卻受到多數專業音樂人的批評，稱其既「平淡無奇」又像是「向前人抄來的」。

## 歷史

### 起源
1997年，人們對酷不列顛運動和英伦摇滚這一概念的反感漸漸淡化，使得當時自認不屬於英伦摇滚但仍受其影響的樂團聲名大噪。神韻合唱團和电台司令等樂團在1990年代中期已獲得許多樂迷青睞，但並沒有在英伦摇滚熱潮時登上場面。而這些樂團在英伦摇滚沒落後，獲得了更多樂評和樂迷們的注意。神韻合唱團凭1997年發行的《人文頌歌》一炮打响，達到樂團的商業高峰，但樂團仅两年后就宣告解散。电台司令于1997年發行第三張實驗專輯《OK电脑》，獲得了大部分音乐评论家的好評，隨後又在2000和2001年分別發行了《一號複製人》和《失憶》兩張專輯。

### 在蘇格蘭和威爾斯的發展

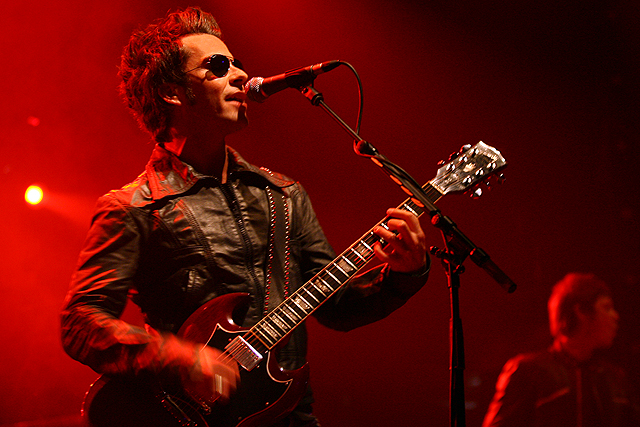
立體音響樂隊的主唱凱利·瓊斯於2007年在德國漢堡演出。

部份蘇格蘭媒體基於效仿英格蘭等因素，將蘇格蘭歌壇稱之為「酷喀裡多尼亞」。酷喀裡多尼亞運動中有不少樂團以另類、非傳統的方式演出，並順利登上英格蘭、美國和世界的舞台。來自格拉斯哥的超自然乐队於1997年再度以單曲形式發行（原於去年發行）《莞爾一笑》（Smile），並在當時登上了英國單曲榜的第二十五名。含有該歌的專輯《這無所謂了》進入專輯榜的前十名，卻沒能繼續表現，錯失揚名國際的良機。同樣從格拉斯哥出身的特拉维斯是後英式搖滾第一批受到關注的樂團之一。特拉维斯運用了绿洲乐队經常使用的疊曲和吉他旋律，將寫作風格從1997年《好感覺》的自省，到1999年成名專輯《這男的誰》的人生思考，最後到具社會良知和帶有政治諷刺色彩的《12篇記憶》。該樂團同時也在後英式搖滾的推廣中扮演了很大的角色，甚至有人將他們歸功為「後英式搖滾的創始者」。愛丁堡的荒野樂團受到後油漬搖滾的影響，將他們1998年的歌曲集成了《满载希望》這張專輯，但在英國的專輯榜上卻遲遲無法達到前五十名。隨後的三張專輯皆登上英國單曲榜的前二十名，並在2002年達到商業高峰。於2002年發行的專輯《遥远的地方》及其主打單曲《整個世界都握在你的懷裡》分別在單曲榜和專輯榜上都達到了第九名。雖然他們在當時的確引起國際間部份搖滾粉絲的注意，但並沒有在美國本土受到關注。
另外在威爾斯樂壇，緊張症樂隊成為首個在「酷庫姆里」（Cool Cymru）運動中獲得突破的樂團。於1998年發行的單曲《穆德與斯卡利》在當時登上了英國單曲榜的前十名，含有該單曲的專輯《国际丝绒》更在專輯榜上名列前茅，獲得第一名的殊榮。但他們卻沒能在美國產生共鳴，並因個人因素，於1990年代末解散。同樣來自於威爾斯的立體音響樂隊在他們突破性的專輯《表演与鸡尾酒》中運用了後油漬搖滾和硬核朋克的元素，但他們隨後的專輯富具旋律性，不如前者有力。於紐波特出身的飼養員樂隊在一開始的時候受到美式後油漬搖滾影響，在他們於2001年發行的專輯《回聲公園》與其主打歌曲《罗渣公子》中加入了硬搖滾風格的旋律。在樂團的鼓手喬恩·李辭世後，他們在下一張專輯《和谐之声》中改了以往的演奏風格，加入了更多對生活的反思，成為該樂團至那時最成功的一張專輯，也出了不少首熱門單曲。

### 商業高峰

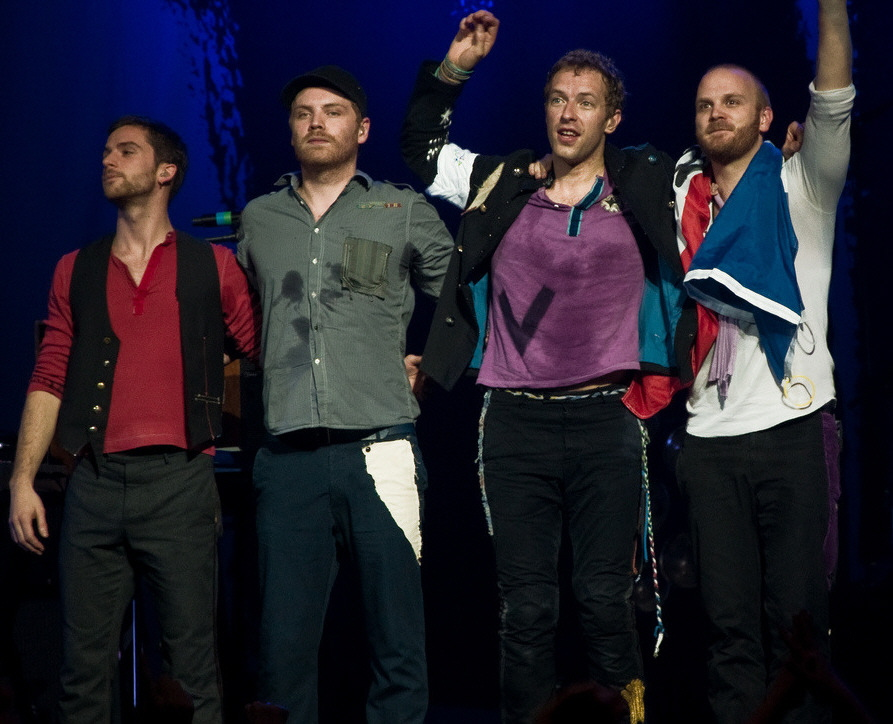
酷玩樂團是至今商業上最成功的後英式搖滾樂團。本圖為他們於2008年在利物浦演出。

後英式搖滾在達到高峰後，有更多的樂團加入他們的行列，並隨後在音樂界獲得關注度。例如從北愛爾蘭來的雪警，和英格蘭的肘樂團、信仰合唱團、星際水手、鴿子樂團和基音樂團。其中，來自倫敦的酷玩樂團比起上述其他的樂團，獲得較多的成功。他們的首張專輯《降落傘》於2000年發行，也在當年獲得白金唱片的封號。樂團在後年則發行了他們的第二張專輯《玩過頭》，並使得他們成為世界最負盛名的樂團之一。

### 分界
21世紀初，由於酷玩樂團、肘樂團和星際水手等後英式搖滾樂團在歌詞和節奏中主要是在強調自我檢討，因此他們受到多位音樂人士的抨擊，稱其乏然無味、了無生氣。另一方面，雖然鼓擊樂團、白線條樂團、蜂窩樂團和常春藤樂團等車庫搖滾和后朋复兴樂團與後英式搖滾同一時間興起，但他們反而受到音樂界的歡迎，將他們譽為「搖滾樂的救世主」。但部份樂團，特別是特拉维斯、立體音響樂隊和酷玩樂團仍不理會樂評所給予的批判，繼續錄製更多專輯與歌曲，並在新的千禧年中獲得商業成功。後英式搖滾這一概念在2000年代被加以延伸，將剃刀光芒、凱撒首領、北極潑猴和集團宴會等樂團收入於其中。這些樂團比起原本的後英式搖滾搖滾樂團，較不像1960年代的英國傳統音樂，反而更似1970年代的朋克及後朋克音樂，但仍然受英式搖滾影響。

## 重要性
多數音樂人將後英式搖滾樂團譽為是在1990年代晚期和2000年代重振英國搖滾樂界的最大功臣，同時也汲汲營營地收穫著英倫搖滾所帶來的廣大商機。但部份樂評也把他們的音樂批評成「均質、循規蹈矩」版的英倫搖滾，只能作為電視劇、購物商場、酒吧和夜店的背景配樂。